# 마리포사
《마리포사》(La Lengua De Las Mariposas, Butterfly Tongues)는 스페인에서 제작된 호세 루이스 쿠에르다 감독의 1999년 드라마 영화이다. 페르난도 페르난 고메즈 등이 주연으로 출연하였고 페르난도 보베라 등이 제작에 참여하였다.
이 영화는 저자 Manuel Rivas의 책 Que me queres, amor?의 3개의 짧은 이야기에서 각색한 것이다. 해당 이야기들의 제목은 "A lingua das bolboretas", "Un saxo na néboa", "Carmiña"이다.

## 출연

### 주연
- 페르난도 페르난 고메즈
- 마누엘 로자노
- 욱시아 블랑코
- 곤잘로 유리아르테
- 알렉시스 드 로스 산토스
- 길레르모 톨레도

### 조연
- 지저스 카스테욘
- 엘레나 페르난데즈
- 타마르 노바스
- 타탄
- 로버토 비달
- 셀소 파라다
- 셀소 부갈로
- 투초 라가레스
- 밀가그로스 지메네즈
- 라라 로페즈
- 알베르토 카스트로
- 디에고 비달
- 조세 마누엘 올베이라 피코

## 기타
- 의상: 소니아 그랜드